# 前進吧 少鷹軍團2007
「前進吧 少鷹軍團2007」（いざゆけ若鷹軍団2007）是日本的音樂团体AAA的单曲。以FUKUOKA SoftBank HAWKS with AAA的名義，2007年3月21日由Avex Trax发售。

## 概要
- 「前進吧 少鷹軍團2007」是福岡軟體銀行鷹的主題曲《前進吧 少鷹軍團》的翻唱版本。
- 此單曲只有「CD+DVD」1個版本。收錄了「前進吧 少鷹軍團2007」的Music Clip，五名球隊選手馬原孝浩、新垣渚、本多雄一、川崎宗則、井手正太郎也參與演唱及Music Clip。
- 與單曲「Climax Jump」、迷你專輯「alohAAA!」和DVD「Channel@×AAA」同時發行。
- 在4月2日於公信榜单曲週排行榜取得第33位。

## 收錄曲目

### CD+DVD
CD
1. 前進吧 少鷹軍團2007
（作詞：原田種良・森由里子 作曲：富山光弘 編曲：山本健司）
2. 前進吧 少鷹軍團2007（Instrumental）

DVD
1. 前進吧 少鷹軍團2007(Music Clip)